# Sonate K. 318
La sonate K. 318 (F.266/L.31) en fa dièse majeur est une œuvre pour clavier du compositeur italien Domenico Scarlatti.

## Présentation
La sonate K. 318, notée Andante, et la suivante (couplées dans tous les manuscrits sauf Madrid) sont les seules en fa dièse majeur. Scarlatti commence la pièce avec une gamme descendante à la main droite (alors que la K. 319 la présente montante). Le compositeur semble moins intéressé par les difficultés digitales de la tonalité que par les diverses modulations possibles, utilisant l’ut mineur, tonalité la plus éloignée du fa dièse.

## Manuscrits
Le manuscrit principal est le numéro 23 du volume VI de Venise (1753), copié pour Maria Barbara ; l'autre est Parme VIII 17. Les autres sources manuscrites sont Münster III 33 et Vienne E 30.

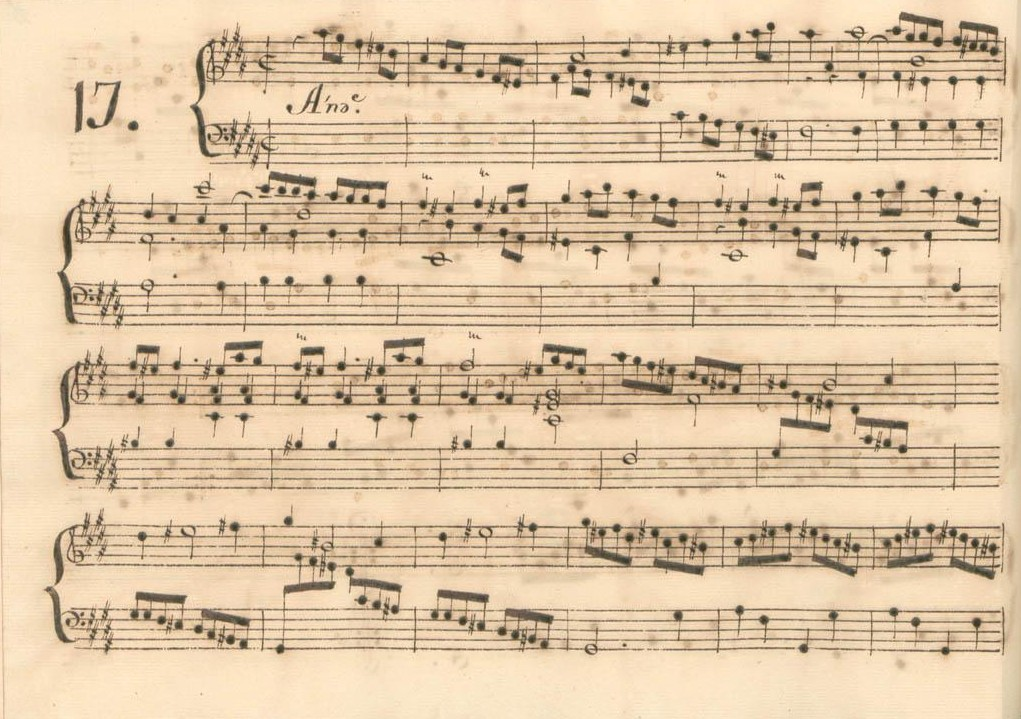
Parme VIII 17.
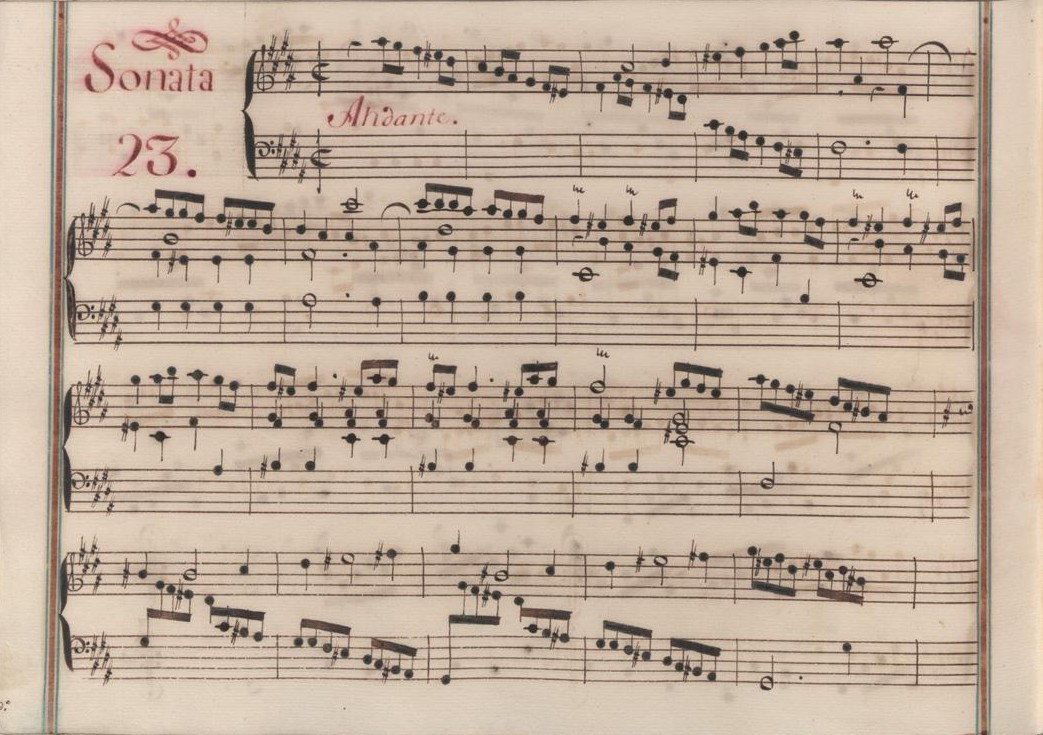
Venise VI 23.

## Interprètes
Au piano, les interprètes de la sonate K. 318 sont notamment Christian Zacharias (1984, EMI), Fou Ts'ong (1985, Meridian), Ievgueni Zarafiants (1999, Naxos, vol. 6), Carlo Grante (Music & Art, vol. 2), Sveinung Bjelland (2006, Simax), Anne Queffélec (2014, Mirare), Ievgueni Soudbine (2015, BIS) et Christian Ihle Hadland (2018, Simax) ; au clavecin, Ralph Kirkpatrick (1970, Archiv), Scott Ross (Erato, 1985), Maggie Cole (1986, Amon Ra), Virginia Black (CRD), Richard Lester (2003, Nimbus, vol. 3), Diego Ares (2012, Pan Classics), Pieter-Jan Belder (2014, Brilliant Classics).
Andreas Nebl l'interprète à l'accordéon (2021, Castigo Classic Recordings).

## Sources
: document utilisé comme source pour la rédaction de cet article.
- Ralph Kirkpatrick (trad. de l'anglais par Dennis Collins), Domenico Scarlatti, Paris, Lattès, coll. « Musique et Musiciens », 1982 (1re éd. 1953 (en)), 493 p. (OCLC 954954205, BNF 34689181), p. 194.
- Alain de Chambure/Scott Ross, « Domenico Scarlatti : Intégrale des sonates — Scott Ross », p. 209, Erato (2564-62092-2), 1985 (OCLC 891183737) .